# إريك كولمان
إريك كولمان (بالإنجليزية: Erik Coleman) هو لاعب كرة قدم أمريكية أمريكي، ولد في 6 مايو 1982 في ساكرامنتو في الولايات المتحدة.

## وصلات خارجية
- إريك كولمان على موقع مرجع كرة القدم المحترفة.كوم (الإنجليزية)